# Кунцевич, Якуб
Якуб Теодор Кунцевич (1596—1666) — государственный и военный деятель Великого княжества Литовского, писарь земский лидский (1635—1638), хорунжий лидский (1638—1652) и подкоморий лидский (1652—1661), каштелян минский (1661) и жемайтский (1661—1664), воевода берестейский (1664—1666).

## Биография
Представитель литовского шляхтетского рода Кунцевичей герба «Лебедь». Сын Мацея Кунцевича, владельца Ганушишков.
Ему принадлежали канявское и дубицкое староства в Лидском повете (1627).
В 1632 году Якуб Теодор Кунцевич был избран послом (депутатом) от Лидской земли на конвокационный сейм. В том же году на элекционном сейме поддержал кандидатуру Владислава IV Вазы на польский королевский престол. В 1639, 1646, 1649, 1652 и 1654 годах Якуб Кунцевич избирался послом на сеймы.
Занимал ряд государственных должностей в ВКЛ, в том числе писаря (1635—1638), хорунжего (1638—1652) и подкомория (1652—1661) лидского. В 1661 году Якуб Теодор Кунцевич был назначен каштеляном минским, 11 июня 1661 году получил должность каштеляна жемайтского. В 1664 году стал воеводой берестейским и сенатором Речи Посполитой.
Участник русско-польской войны (1654—1667). В декабре 1660 года в битве под Гродно отряд Я. Кунцевича была разгромлен русской армией под командованием князя Ивана Андреевича Хованского.

## Семья
Якуб Кунцевич был трижды женат. Его первой женой стала Елена Сапега, дочь кухмистра великого литовского Николая Михайловича Сапеги (ум. 1611) и Богданы Масальской, вдова старосты канявского Романа Воловича, от брака с которой не имел потомства. Вторично женился на Эльжбете Сапеге, от брака с которой имел сына Яна Валериана. В третий раз женился на Фелициане Криштине Войне, для которой в 1664 году получил право на совместное владение канявским и дубицким староствами. В третьем браке имел сына Доминика.